# Nacionalni park Abijata-Šala
Nacionalni park Abijata-Šala nalazi se u regiji Oromia, u Etiopiji, udaljen je oko 200 km južno od glavnog grada Adis Abebe. Nalazi se s lijeve strane magistralne ceste Zivaj - Šašamane.

## Zemljopisne osobine
Park ima 887 km², unutar parka su i dva jezera Velike rasjedne doline Abijata i Langano, koje dijeli samo tri kilometra brdovitog terena. Nadmorska visina parka kreće se od 1540 do 2075 m, najviši vrh je Fike, koji se nalazi između dva jezera.
Pored jezera, glavna atrakcija ovog parka su brojni termalni izvori na sjeveroistočnoj obali jezera Abijata, te velik broj plamenaca i bijelih pelikana

## Povijest parka
Prvotna namjera kod osnutka ovog parka bila je zaštita divljih životinja, danas ih u parku ima vrlo malo. Naime za vrijeme vladavine vojnog režima Derg, osobito posljednjih godina prije sloma, velik broj siromašnih nomadskih stočara, iskoristio je slabost centralne vlasti i naselio se u parku, zajedno sa svojim stadima. Osoblje parka je 2005. izvijestilo da ti nomadi drže čak 15.000 goveda unutar granica parka. Tako park danas ima jednu antilopu i nekoliko nojeva koje drže zatvorene unutar ograda pored ulaza u park, izvan te ograde gotovo da nema trave duže od palca. Park je ipak bogat pticama. Uprava parka, se nada da vlada radi na planu preseljenja nomada izvan granica parka.

## Vanjske poveznice
- Abyata-Shala Lakes National Park  Arhivirana inačica izvorne stranice od 14. kolovoza 2010. (Wayback Machine)